# المليونير (برنامج)
المليونير برنامج[ ؟ ] أسئلة معلومات عامة يقدم جوائز مالية كبيرة لمن يجاوب بشكل صحيح ومتتالي على أسئلة البرنامج. هو النسخة العربية المصرية من البرنامج الشهير من سيربح المليون؟ الذي كانت تمتلك حقوقه سابقا قناة أم بي سي[ ؟ ] واستحوذت عليه شبكة قنوات الحياة.
انطلقت المسابقة في 20 يوليو 2012 أول أيام شهر رمضان المبارك، ويقدمه الإعلامي اللبناني جورج قرداحي. يتم عرضه على شاشة قناة الحياة الثانية يوميا الساعة 09:30 مساء، طيلة شهر رمضان، ولاحقا سيعرض مرة في الأسبوع. الجائزة الكبرى المقدمة تبلغ قيمتها 1.000.000 جنيه مصري.
يتم تسجيل البرنامج في أستوديوهات القناة في مدينة الإنتاج الإعلامي في القاهرة.

## طريقة اللعب
في بداية كل حلقة، جورج قرداحي يعلن اسم المشترك الذي سيدخل إلى الإستوديو ليجلس أمام الكومبيوتر في وسط مسرح زجاجي دائري يحيط بهم الجمهور من كافة الجهات، حينها يشرح له جورج شروط المسابقة ومن ثم يبدأ بالإجابة على الأسئلة.
المشتركين يتم اختيارهم من خلال السحب بالقرعة عبر الكمبيوتر وامتحانهم لاحقا عوضا عن سؤال السرعة الذي كان معتمدا سابقا.
على المتسابق الإجابة على 15 سؤال للحصول على المليون، حيث الأسئلة تتدرج في صعوبتها من الأسهل فالأصعب طبقا لمراحل البرنامج حسب الجوائز المالية المرصودة. يوجد محطتين هامتين وهما السؤال الخامس والسؤال العاشر وفيهيما يضمن المشارك المبلغ مهما حصل بعد ذلك.
سلسلة الأرباح المقررة في النسخة المصرية هي على النحو التالي:
- السؤال الأول • 100 جنيه مصرى 
- السؤال الثاني • 200 جنيه مصرى
- السؤال الثالث • 300 جنيه مصرى
- السؤال الرابع • 500 جنيه مصرى
- السؤال الخامس • 1.000 جنيه مصرى (المحطة الأولى)
- السؤال السادس • 2.000 جنيه مصرى
- السؤال السابع • 4.000 جنيه مصرى
- السؤال الثامن • 8.000 جنيه مصرى
- السؤال التاسع • 16.000 جنيه مصرى
- السؤال العاشر • 32.000 جنيه مصرى (المحطة الثانية)
- السؤال الحادي عشر • 64.000 جنيه مصرى
- السؤال الثاني عشر • 125.000 جنيه مصرى
- السؤال الثالث عشر • 250.000 جنيه مصرى
- السؤال الرابع عشر • 500.000 جنيه مصرى
- السؤال الخامس عشر • 1.000.000 جنيه مصرى

من أبرز التغيرات التي طرأت على المسابقة، هي إضافة عامل الوقت على الأسئلة العشرة الأولى. أول خمس أسئلة المدة الزمنية للإجابة على السؤال هي 30 ثانية، وفي الخمسة التالية المدة هي 45 ثانية. إذا المتسابق لم يعطِ إجابة نهائية على السؤال ضمن المدة المحددة يخرج من المسابقة فقط مع المبلغ المخصص في إحدى المحطتين المضمونتين.
أما في آخر خمسة أسئلة، الوقت مفتوح أمام المتسابق للتفكير. كما يمكنه الانسحاب وأخذ المبلغ الحاصل عليه متى شاء. عندها يترك المتسابق الأستوديو؛ وجورج قرداحي يعلن اسم المتسابق الجديد الذي سيدخل.

## وسائل المساعدة
المسابقة تقدم للمشتركين أربعة وسائل مساعدة، يمكن استعمال كل وسيلة لمرة واحدة فقط خلال مشاركتهم، وذلك عندما لا يعرفون الجواب الصحيح أو لديهم شك في إحدى الاحتمالات المطروحة. الوسائل المتاحة هي التالية:
- حذف إجابتين: الكومبيوتر يحذف إجابتين من الثلاث الخطأ؛
- اتصال بصديق: المتسابق لديه 30 ثانية لتكلم مع شخص من بين ثلاثة اختارهم سلفا، يمكنه معرفة الجواب الصحيح، كما يتم عرض صورهم على شاشة.
- مساعدة الجمهور: الجمهور الحاضر يختار عبر جهاز إلكتروني الإجابة التي يعتبرها صحيحة.
- تغيير السؤال: ولمرة واحدة فقط، بدءا من السؤال العاشر يمكن للمشترك أن يغيير السؤال إذا لم يعرفه إجابته وإستبداله بسؤال جديد.

## مشتركون مميزون حتى الآن
هؤلاء هم المشتركون الذين استطعوا تخطي السؤال العاشر والحصول على مبالغ مرتفعة في البرنامج:
- باسم سمير من القاهرة فاز بـ125.000 ج.م. 23 يوليو 2012.
- مصطفى السيد من القاهرة فاز بـ125.000 ج.م. 26 يوليو 2012.
- د. محمود حسن من أسيوط فاز بـ125.000 ج.م. 31 يوليو 2012.
- د. أحمد رضوان من الإسكندرية فاز بـ64.000 ج.م. 28 يوليو 2012.
- إنجي محمد يسري من القاهرة فازت بـ32.000 ج.م. 24 يوليو 2012.
- مصطفى علي من القاهرة فاز بـ32.000 ج.م. 25 يوليو 2012.
- سارة علي من القاهرة فازت بـ32.000 ج.م. 27 يوليو 2012.
- محمد عبد الرحمن مهندس من الشرقية[ ؟ ] فاز بـ64.000 ج.م. 27 أكتوبر 2012.

محمد آسر، أول مشترك يخرج من المسابقة خال الوفاض، دون أي شيء في حلقة 2012.07.31. وصل المتسابق إلى السؤال الرابع الذي كان: "ما المعدن الذي يغلف به الحديد لحمايته من الصدأ؟"، وأجاب وكان باقي معه من الوقت لتثبيت الإجابة ثانية واحدة، على أن المعدن هو الرصاص فحين كانت الإجابة الصحيحة الزنك.

## وقت العرض
يُبث المليونير مع 09:30 مساء ويعاد 10:00 صباحا بتوقيت مصر.

## مواضيع ذات صلة
- من سيربح المليون؟
- من سيربح المليون؟ (النسخة المغاربية)
- المليونير - الحلقة الأقوى

## وصلات خارجية
- جورج قرداحي في القاهرة لبدء تصوير «المليونير»